# Vultur cu cap alb
Vulturul cu cap alb (Haliaeetus leucocephalus), acvila cu capul alb, vulturul de mare cu capul alb sau acvila americană este o pasăre răpitoare din America de Nord, faimoasă prin a fi simbolul Statelor Unite. Numele său tradus din engleză este vulturul pleșuv, dar aceasta este o greșeală, întrucât capul este acoperit de pene (a nu se confunda cu vulturul pleșuv sur (Gyps fulvus) care azi e dispărută din România și Moldova).
La sfârșitul secolului al XX-lea, specia era pe punctul de a dispărea din Statele Unite. De atunci, populațiile s-au refăcut, iar statutul speciei a fost îmbunătățit de la „pe cale de dispariție” la „amenințată” în 1995 și a fost eliminat complet de pe listă în 2007.

## Taxonomie
Vulturul cu cap alb face parte din genul Haliaeetus (vulturi de mare) și își trage atât denumirea comună, cât și denumirea științifică specifică de la aspectul distinctiv al capului adultului. Denumirea engleză "bald" provine de la o utilizare mai veche care înseamnă „care are fața sau capul alb”, mai degrabă decât „fără păr”, referindu-se la penele albe ale capului care contrastează cu corpul mai închis la culoare. Numele genului este neo-latin: Haliaeetus (din greaca veche: ἁλιάετος, romanizat: haliaetos, lit. „vultur de mare”), iar numele specific, leucocephalus, este latinizat (greaca veche: λευκός, romanizat: leukos, lit. „alb”) și (κεφαλή, kephalḗ, „cap”),
Vulturul cu cap alb a fost una dintre numeroasele specii descrise inițial de Carl Linnaeus în lucrarea sa din secolul al XVIII-lea, Systema Naturae, sub numele Falco leucocephalus.
Există două subspecii recunoscute de vultur cu cap alb:
- Haliaeetus leucocephalus leucocephalus (Linnaeus, 1766) este subspecia nominalizată. Se găsește în sudul Statelor Unite și în Peninsula Baja California.[9]
- Haliaeetus leucocephalus washingtoniensis (Audubon, 1827), sinonim H. l. alascanus Townsend, 1897,  subspecia nordică, este mai mare decât leucocephalus sudic. Se găsește în nordul Statelor Unite, Canada și Alaska.[7][9]

Vulturul pleșuv formează o specie pereche cu codalbul din Eurasia. Această specie pereche este formată dintr-o specie cu capul alb și una cu capul cafeniu, de dimensiuni aproximativ egale; vulturul cu coada albă are, de asemenea, un penaj al corpului de culoare maro ceva mai deschis. Cele două specii ocupă aceeași nișă ecologică în arealele lor respective. Perechea s-a diferențiat de alți vulturi de mare cel târziu la începutul Miocenului timpuriu (c. 10 milioane de ani), dar este posibil să fi apărut încă din Oligocenul timpuriu/mediu, 28 milioane în urmă, dacă cea mai veche înregistrare fosilă este corect atribuită acestui gen.

## Descriere

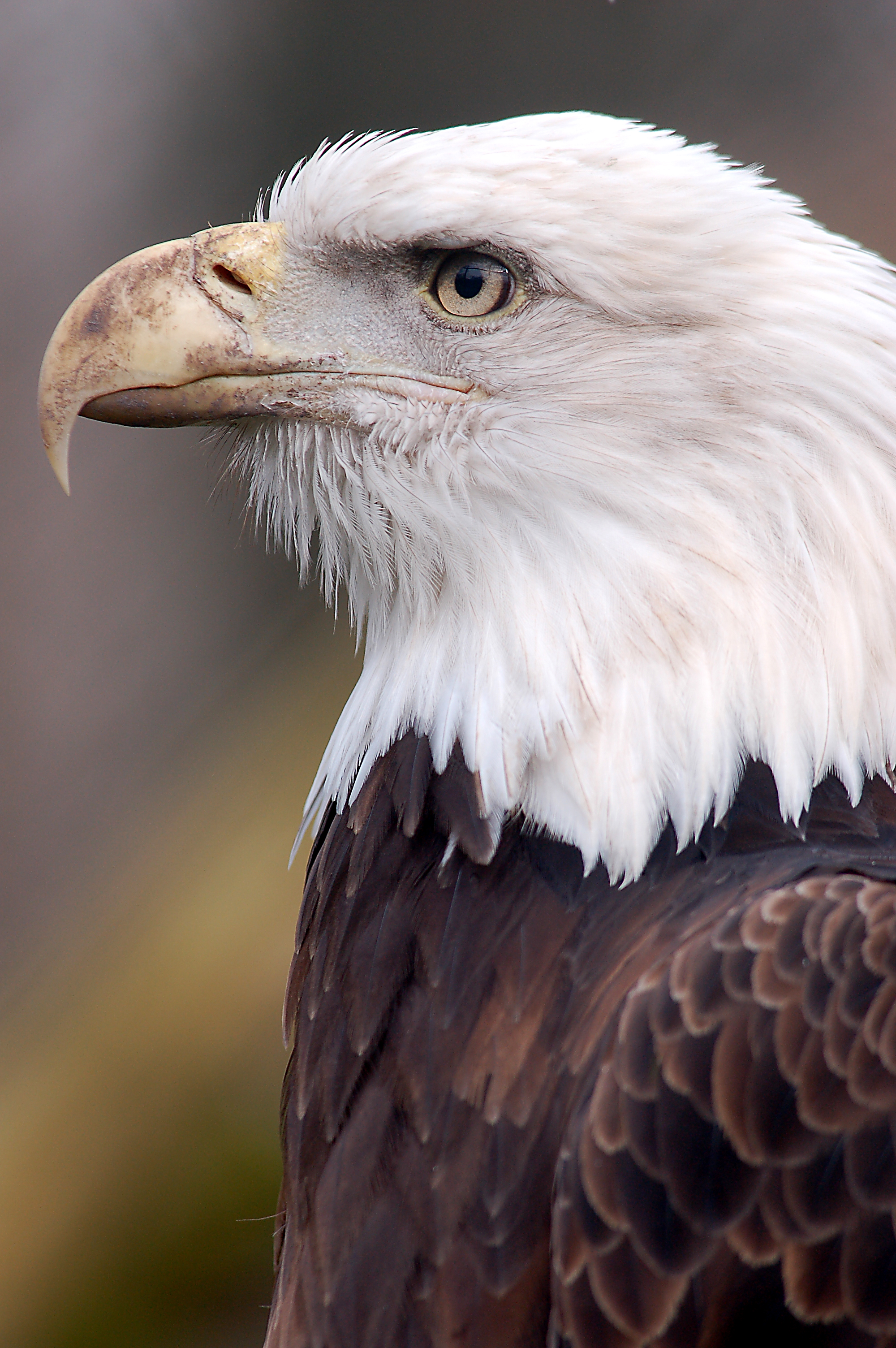
Detalii cap

Penajul unui vultur cu cap alb adult este maro închis uniform, cu capul și coada albe. Coada este moderat de lungă și se îngustează la capăt. Masculii și femelele sunt identici în ceea ce privește coloritul penajului, dar dimorfismul sexual este evident în cadrul speciei, în sensul că femelele sunt cu 25% mai mari decât masculii. Ciocul, picioarele și irisul sunt galben aprins. Picioarele sunt lipsite de pene, iar degetele sunt scurte și puternice, cu gheare mari. Gheara foarte dezvoltată a degetului din spate este folosită pentru a străpunge zonele vitale ale prăzii în timp ce aceasta este ținută nemișcată de degetele din față. Ciocul este mare și cârligat, iar la bază are o structură ceroasă de culoare galbenă. Vulturul cu cap alb adult este inconfundabil în arealul său natal. Vulturul pescar african (Haliaeetus vocifer), înrudit îndeaproape cu vulturul pleșuv, are, de asemenea, corpul brun (deși de o nuanță ceva mai ruginie), capul și coada albe, dar diferă de vulturul pleșuv prin pieptul alb și vârful ciocului negru.
Penajul imaturului este maro închis, acoperit cu dungi albe dezordonate, până în al cincilea an (rareori al patrulea, foarte rar al treilea), când ajunge la maturitatea sexuală. Vulturul pleșuv imatur se deosebește de acvilă de munte (Aquila chrysaetos), prin faptul că primul are un cap mai mare și mai proeminent, cu un cioc mai mare, aripi cu margini mai drepte care sunt ținute plate (nu ușor ridicate) și cu o bătaie a aripilor mai rigidă și pene care nu acoperă complet picioarele. Atunci când este bine văzut, acvila de munte are un penaj distinctiv, cu o culoare maro cald mai solidă decât un vultur pleșuv imatur, cu o pată roșiatică-aurie la ceafă și (la păsările imature) un set foarte contrastant de pătrate albe pe aripă.
Vulturul cu cap alb a fost uneori considerat cel mai mare răpitor adevărat (accipitrid) din America de Nord. Singura specie mai mare de pasăre asemănătoare unui răpitor este condorul californian (Gymnogyps californianus), un vultur din Lumea Nouă care astăzi nu este considerat, în general, un aliat taxonomic al accipitridelor tipice. Cu toate acestea, acvila de munte, cu o greutate medie de 4,18 kg și o lungime a coardei aripilor de 63 cm la subspecia americană (Aquila chrysaetos canadensis), este cu doar 455 g este mai ușoară ca masă corporală medie și depășește vulturul pleșuv ca lungime medie a cozii aripilor cu aproximativ 3 cm. Vulturul pleșuv are o lungime a corpului de 70-102 cm. Anvergura obișnuită a aripilor este între 1,8 și 2,3 metri, iar masa este în mod normal între 3 și 6,3 kg. Femelele sunt cu aproximativ 25% mai mari decât masculii, având în medie până la 5,6 kg.
Dimensiunea păsării variază în funcție de locație și corespunde, în general, regulii lui Bergmann: dimensiunea speciei crește cu cât ne îndepărtăm de ecuator și de tropice. Cei mai mari vulturi sunt din Alaska, unde femelele mari pot cântări mai mult de 7 kg și se întind pe 2,44 metri de-a lungul aripilor.
Strigătul constă în fluierături slabe, staccato, kleek kik ik ik ik ik, oarecum asemănătoare în cadență cu strigătul unui pescăruș. Sunetele păsărilor tinere tind să fie mai aspre și mai stridente decât cele ale adulților.

## Comportament

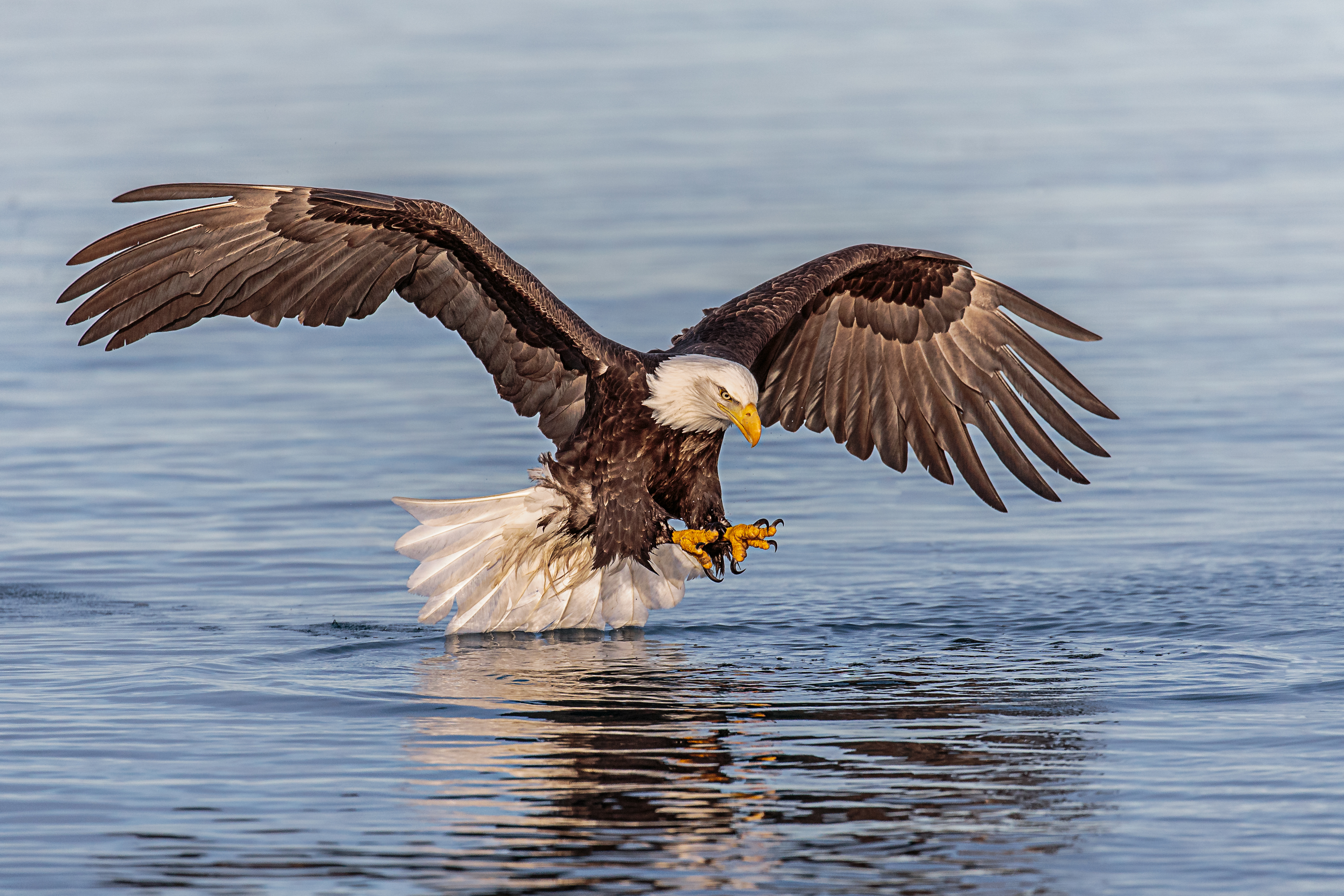
Pregătindu-se să înhațe prada

Vulturul cu cap alb este un zburător puternic și zboară pe curenții de aer cal. Atinge viteze de 56-70 km/h atunci când planează și bate din aripi, și de aproximativ 48 km/h atunci când transportă pește. Viteza sa de scufundare este între 120-160 km/h deși rareori se scufundă vertical. În ceea ce privește abilitățile de zbor, în ciuda faptului că este mai puțin adaptat din punct de vedere morfologic la un zbor mai rapid decât acvila de munte (în special în timpul plonjărilor), vulturul pleșuv este considerat surprinzător de manevrabil în zbor. Este parțial migrator, în funcție de locație. Dacă teritoriul său are acces la ape deschise, rămâne acolo tot timpul anului, dar dacă masa de apă îngheață în timpul iernii, făcând imposibilă obținerea hranei, migrează spre sud sau spre coastă. Vulturul pleșuv selectează rute de migrație care profită de călduri, curenți ascendenți și resurse de hrană. În timpul migrației, acvila poate urca într-o zonă termică și apoi poate coborî în planare sau poate urca în curenți ascendenți creați de vânt. Migrația are loc în general în timpul zilei, de obicei între orele locale 8 și 18, când soarele produce curenți de aer cald.

### Hrană
Vulturul cu cap alb este un carnivor oportunist cu capacitatea de a consuma o mare varietate de prăzi. Peștii constituie adesea cea mai mare parte a dietei vulturului în întreaga sa arie de răspândire. În 20 de studii privind obiceiurile alimentare în aria de răspândire a speciei, peștii au constituit 56% din dieta vulturilor care cuibăresc, păsările 28%, mamiferele 14% și alte prăzi 2%. Se știe că peste 400 de specii sunt incluse în spectrul de prăzi al vulturului pleșuv, mult mai multe decât la echivalentul său ecologic din Lumea Veche, codalbul. În ciuda populației sale considerabil mai reduse, vulturul pleșuv poate ocupa locul al doilea între toate accipitridele din America de Nord, puțin în urma șorecarul cu coadă roșie, în ceea ce privește numărul de specii de pradă înregistrate.

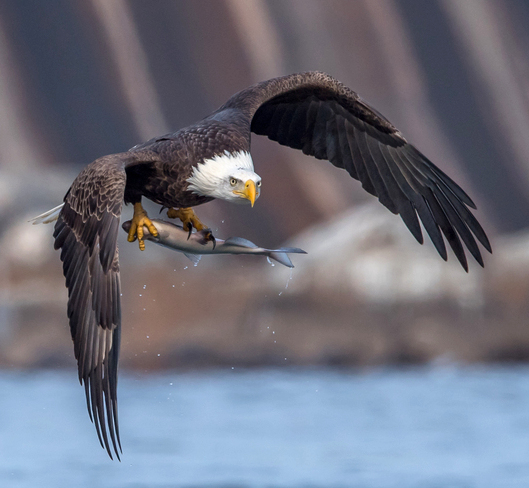
În zbor cu pește proaspăt prins

În sud-estul Alaskăi, peștele reprezintă aproximativ 66% din dieta anuală a vulturului pleșuv și 78% din prada adusă la cuib de către părinți. S-a constatat că vulturii care trăiesc în estuarul râului Columbia din Oregon se bazează pe pește pentru 90% din aportul lor alimentar. În nord-vestul Pacificului, păstrăvii și somonii în perioada de depunere a icrelor constituie cea mai mare parte a dietei vulturilor pleșuvi de la sfârșitul verii până toamna. Deși vulturii pleșuvi capturează ocazional somoni vii, de obicei ei se hrănesc cu carcase de somoni în perioada de depunere a icrelor.
După pești, următoarea pradă importantă pentru vulturul pleșuv sunt alte păsări de apă. Contribuția acestor păsări la dieta vulturului este variabilă, în funcție de cantitatea și disponibilitatea peștilor la suprafața apei. În anumite localități, păsările de apă pot reprezenta sezonier între 7% și 80% din prada vulturului. În general, păsările reprezintă cel mai divers grup din spectrul de pradă al vulturului pleșuv, cu 200 de specii de pradă înregistrate. Speciile de păsări cele mai preferate ca pradă de către vulturi tind să fie de mărime medie, cum ar fi Aechmophorus occidentalis, rațele sălbatice (Anas platyrhynchos) și lițițele americane (Fulica americana), deoarece astfel de prăzi sunt relativ ușor de prins și de cărat în ghiare. Pescărușul argintiu american (Larus smithsonianus) este specia de pradă aviară favorită pentru vulturii care trăiesc în jurul Lacului Superior. Rațele negre (Anas rubripes), eiderele comune (Somateria mollissima) și cormoranii cu creastă dublă (Phalacrocorax auritus) sunt, de asemenea, capturați frecvent în zona de coastă a statului Maine, iar rață catifelată (Melanitta fusca) a fost prada dominantă în insula San Miguel.

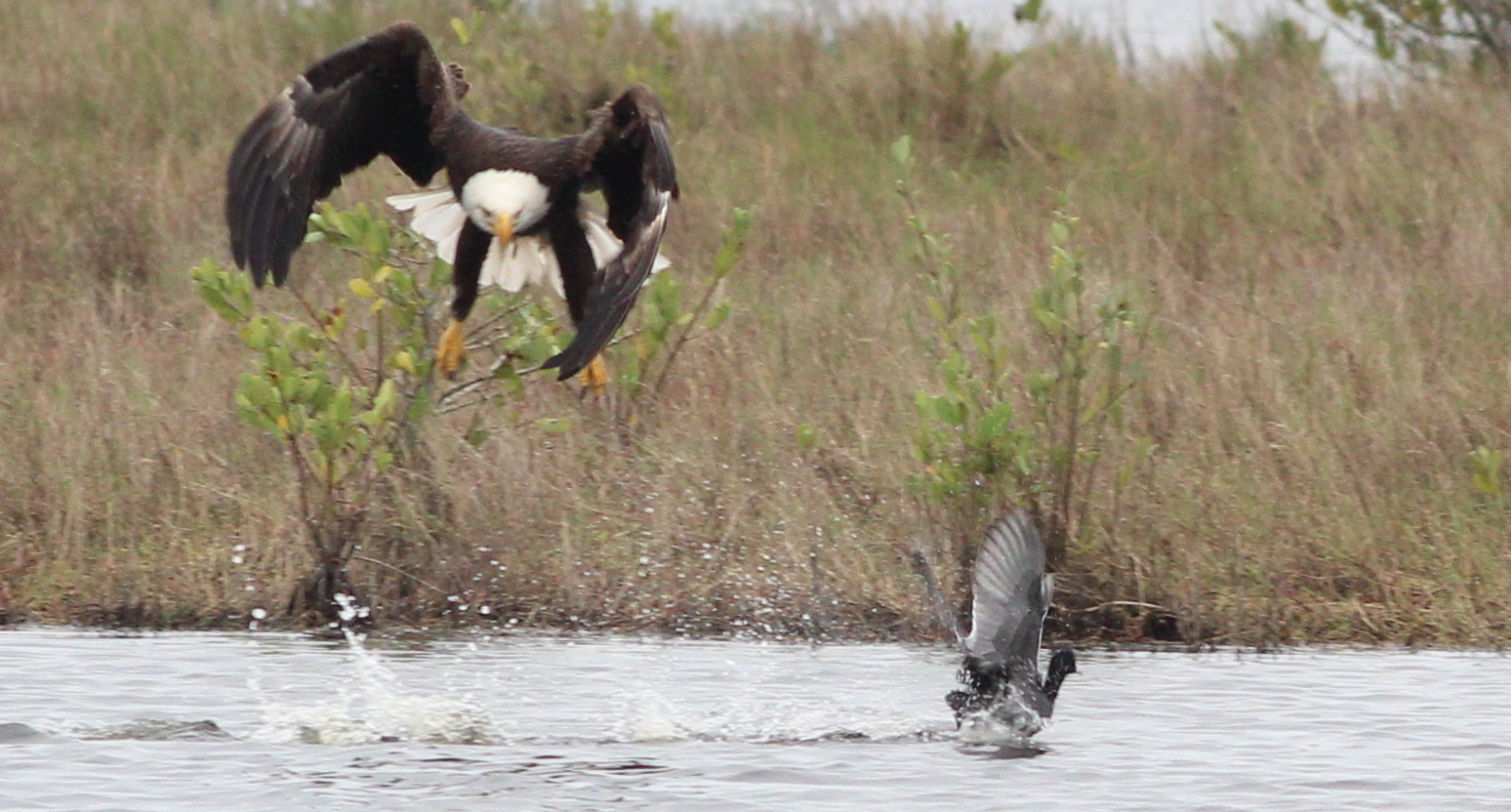
Atacând o lișiță americană

De-a lungul unor porțiuni ale coastei Pacificului de Nord, vulturii pleșuvi, care în trecut se hrăneau în principal cu pești și cu pui de vidră de mare (Enhydra lutris), se hrănesc acum în principal cu colonii de păsări marine, deoarece atât peștii (posibil din cauza pescuitului excesiv), cât și vidrele (cauza necunoscută) au înregistrat scăderi abrupte ale populației, provocând îngrijorare în ceea ce privește conservarea păsărilor marine. Deși de obicei vizează păsări marine de dimensiuni mici și medii, păsările marine mai mari, cum ar fi pescărușul negru (Larus marinus), corbul de mare alb (Morus bassanus) și pelicanul brun (Pelecanus occidentalis) de toate vârstele pot fi capturate cu succes de vulturii pleșuvi.
În mod similar, păsările mari de apă sunt ucise ocazional. Gâște precum gâsca imperială (Chen canagica) și gâștele de zăpadă (Anser caerulescens), care iernează, se adună în grupuri mari, devenind uneori pradă obișnuită. Gâștele de Ross (Anser rossii), mai mici, sunt de asemenea capturate, precum și gâștele canadiene (Branta canadensis) de talie mare. Au fost raportate cazuri de pradă asupra celei mai mari subspecii (Branta canadensis maxima). Printre alte păsări de apă de talie mare se numără huhurezii comuni (Gavia immer) de toate vârstele. Păsările limicole mari pot, de asemenea, să cadă pradă vulturilor pleșuvi. Pentru marele stârc albastru (Ardea herodias), vulturii pleșuvi sunt singurii lor dușmani serioși. Pot fi capturați și cocorii canadieni (Grus canadensis), puțin mai mari.
Vulturii pleșuvi au fost înregistrați ocazional ca ucigând alte păsări răpitoare. În unele cazuri, acestea pot fi atacuri de concurență sau cleptoparazitism asupra speciilor rivale, dar se încheie cu consumul victimelor moarte. Se știe că nouă specii de alte accipitride și bufnițe au fost pradă vulturului pleșuv. Speciile de bufnițe au variat în mărime de la bufnițele de vest (Megascops kennicotti) la bufnițele de zăpadă (Bubo scandiacus).  Printre răpitoarele diurne mai mari despre care se știe că au căzut victime vulturului pleșuv se numără șorecarul cu coada roșie (Buteo jamaicensis), șoimul călător (Falco peregrinus), uliul porumbar (Accipiter gentilis), uliganul pescar (Pandion haliaetus), urubul negru (Coragyps atratus) și vulturul curcan (Cathartes aura).

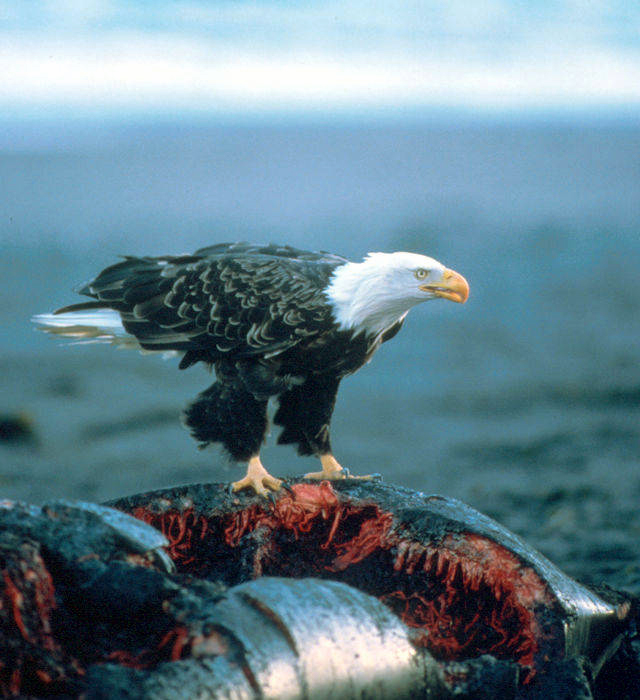
Un vultur cu cap alb pe o carcasă de balenă

Prăzile de mamifere sunt, în general, capturate mai rar decât prăzile de pești sau de păsări. Cu toate acestea, în unele regiuni, cum ar fi zonele fără ieșire la mare din America de Nord, vulturii pleșuvi care iernează pot deveni prădători obișnuiți ai mamiferelor de mărime medie care trăiesc în colonii sau în concentrații locale, cum ar fi câinii de prerie (Cynomys) și iepurii de câmp (Lepus sp.). Ei pot ataca și prăda iepuri de aproape orice dimensiune, de la iepuri de mlaștină (Sylvilagus palustris) la iepuri cu coada albă și neagră (Lepus californicus & Lepus townsendii) și iepuri arctici (Lepus arcticus). În plus, rozătoare precum șoarecii de munte (Microtus montanus), șobolanii bruni (Rattus norvegicus) și diverse veverițe sunt o pradă suplimentară. Rozătoare mai mari, cum ar fi șobolanii moscați (Ondatra zibethicus), nutrii tinere sau adulte mici (Myocastor coypus) și marmotele (Marmota monax) sunt, de asemenea, pradă. Chiar și porcul spinos american (Erethizon dorsatum) este atacat și ucis.
Acolo unde sunt disponibile, coloniile de foci pot oferi multă hrană. Pe Protection Island, Washington, acvilele se hrănesc în mod obișnuit cu pui de focă Phoca vitulina. În mod similar, vulturii pleșuvi din Alaska se hrănesc cu ușurință cu pui de vidră de mare (Enhydra lutris). Carnivorele mamifere terestre de mărime mică și medie pot fi capturate rar. Se știe că sunt vânate mustelide, inclusiv Martes pennanti, nurcile americane Neogale vison și Pekania pennanti. Vulpile sunt, de asemenea, capturate, inclusiv vulpile de insulă (Urocyon littoralis), vulpile arctice (Vulpes lagopus) și vulpile cenușii (Urocyon cinereoargenteus). Deși crescătorii de vulpi au susținut că vulturul pleșuv pradă în mare măsură vulpile arctice tinere și adulte crescute în libertate, evenimentele de prădare sunt sporadice.
Alte prăzi de mamifere sălbatice includ puii de cerb, cum ar fi cerbul cu coada albă (Odocoileus virginianus) și cerbul de Sitka (Odocoileus hemionus), care cântăresc aproximativ 3 kg și care pot fi capturați vii de către vulturii pleșuvi. Împreună cu acvila de munte, vulturii pleșuvi sunt acuzați ocazional de prădarea animalelor, în special a oilor (Ovis aries).  Totuși, ambele specii preferă prada nativă, sălbatică și este puțin probabil să cauzeze prejudicii majore mijloacelor de subzistență ale oamenilor.
În unele zone, reptilele pot deveni pradă obișnuită, în special în zonele calde precum Florida, unde diversitatea reptilelor este ridicată. Țestoasele sunt probabil cel mai vânat tip de reptilă. Alte prăzi reptiliene și amfibiene includ șopârlele aligator de sud (Elgaria multicarinata), șerpi și Siren lacertina.

### Reproducere

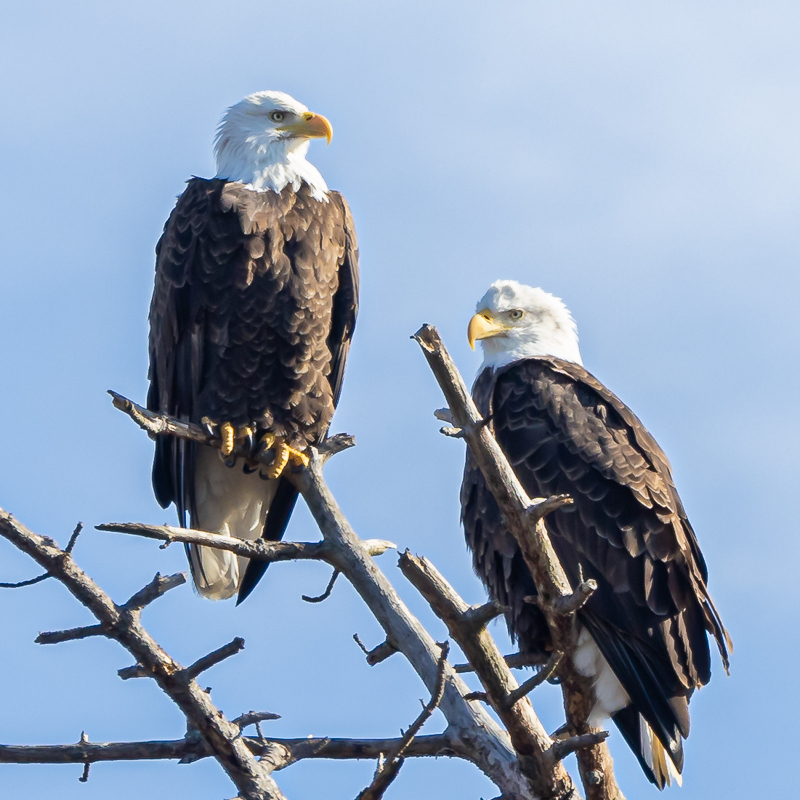
Pereche

Vulturii cu cap alb sunt maturi sexual la vârsta de patru sau cinci ani. Când sunt suficient de mari pentru a se reproduce, se întorc adesea în zona în care s-au născut. Au o mare fidelitate față de partener și, în general, se împerechează pe viață. Cu toate acestea, dacă partenerul moare sau dispare, supraviețuitorul va alege un nou partener. O pereche care a eșuat în mod repetat în încercările de împerechere se poate despărți și poate căuta noi parteneri. Curtarea vulturului cu cap alb implică strigăte elaborate și spectaculoase și demonstrații de zbor ale masculilor. Zborul include sărituri în picaj, urmăriri și rotiri, în care zboară înalt, își prind ghearele și cad liber, separându-se chiar înainte de a atinge solul. De obicei, un teritoriu apărat de o pereche matură va fi de 1 până la 2 km de habitat pe malul apei.

În comparație cu majoritatea celorlalte păsări răpitoare, care cuibăresc mai ales în aprilie sau mai, vulturii pleșuvi se reproduc devreme: construcția sau consolidarea cuibului are loc adesea până la jumătatea lunii februarie, depunerea ouălor are loc adesea la sfârșitul lunii februarie (uneori în timpul ninsorilor abundente din nord), iar incubarea are loc de obicei între jumătatea lunii martie și începutul lunii mai. Ouăle eclozează de la jumătatea lunii aprilie până la începutul lunii mai, iar puii zboară de la sfârșitul lunii iunie până la începutul lunii iulie. Dintre toate păsările din America de Nord, vulturul pleșuv construiește cel mai mare cuib; este folosit în mod repetat pe parcursul mai multor ani și, cu noul material adăugat în fiecare an, poate ajunge în cele din urmă să aibă o adâncime de 4 metri, un diametru de 2,5 metri și să cântărească 1 tonă.

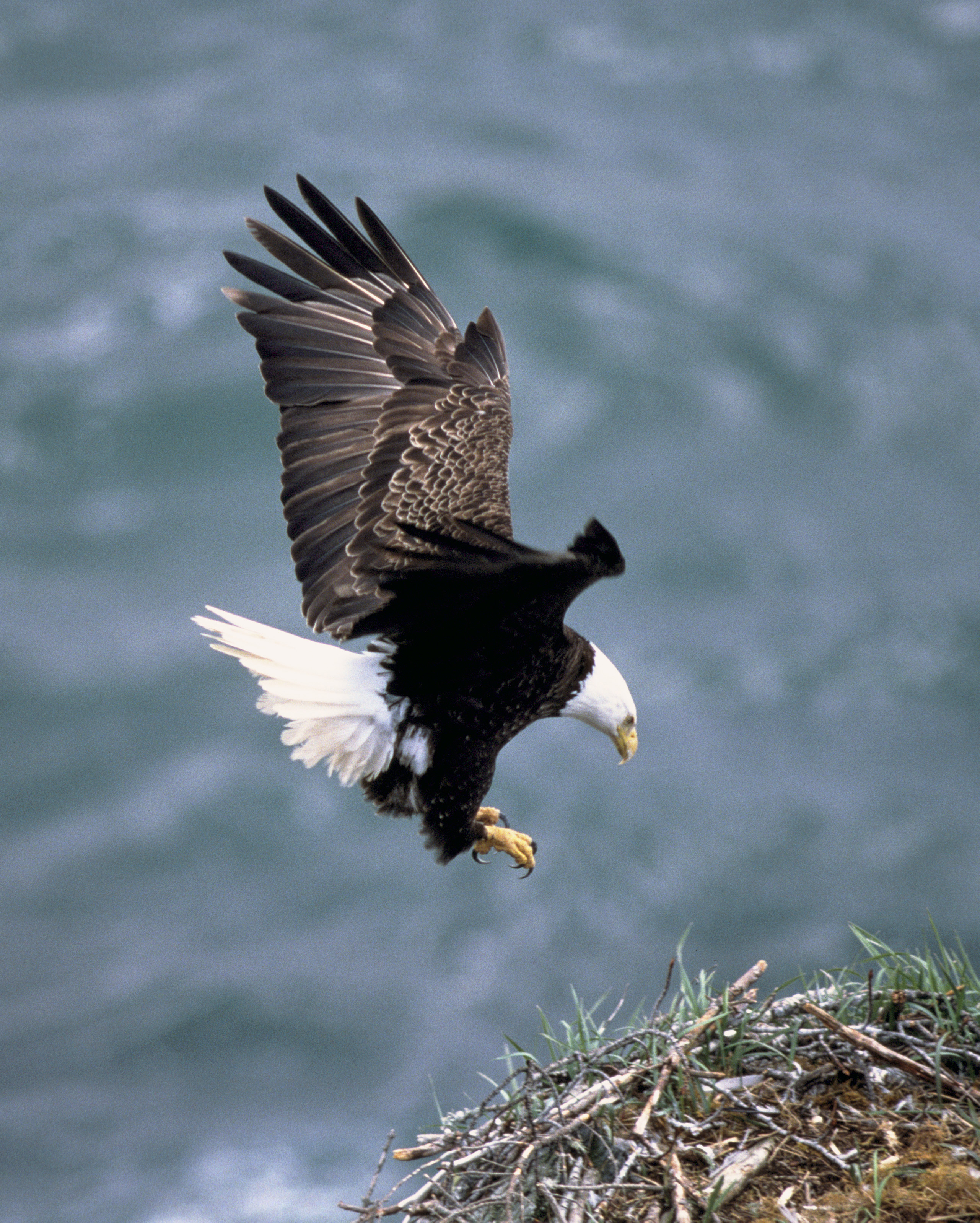
Un vultur cu cap alb care aterizează pe cuibul său.

 De obicei, cuiburile sunt folosite timp de mai puțin de cinci ani, deoarece fie se prăbușesc în timpul furtunilor, fie se rup ramurile care le susțin cuiburile din cauza greutății. Cu toate acestea, un cuib din Midwest a fost ocupat continuu timp de cel puțin 34 de ani. Cuibul este construit din ramuri, de obicei în copaci mari aflați în apropierea apei. Atunci când cuibărește acolo unde nu există copaci, vulturul pleșuv își va face cuibul pe sol, așa cum s-a înregistrat în mare parte în zone izolate de prădătorii tereștri, cum ar fi insula Amchitka din Alaska.
Ouăle au o lungime medie de 7,3 cm, variind de la 5,8 la 8,5 cm, și o lățime de 5,4 cm, variind de la 4,7 la 6,3 cm. Ca și în cazul mărimii finale a corpului, mărimea ouălor tinde să crească odată cu distanța de la ecuator. Vulturii produc între unul și trei ouă pe an, două fiind tipice. Rareori, au fost găsite patru ouă în cuiburi, dar acestea pot fi cazuri excepționale de poligamie. Vulturii în captivitate au fost capabili să producă până la șapte ouă. Este rar ca toți cei trei pui să ajungă cu succes la stadiul de pui. Puiul cel mai în vârstă are adesea avantajul unei dimensiuni mai mari și al unei voci mai puternice, care tinde să atragă atenția părinților asupra sa. Ocazional, așa cum se întâmplă la multe păsări răpitoare mari, cel mai în vârstă dintre frați atacă și ucide uneori frații mai tineri, în special la începutul perioadei de cuibărit, când dimensiunile lor sunt foarte diferite.  Atât masculul, cât și femela incubează ouăle pe rând, dar femela este cea care stă cel mai mult. În această etapă, părintele care nu clocește va vâna sau va căuta material de cuibărit. În primele două-trei săptămâni ale perioadei de cuibărit, cel puțin un adult este prezent la cuib aproape 100% din timp. După cinci-șase săptămâni, prezența părinților scade de obicei considerabil (părinții poposind adesea în copacii din apropiere).
Un pui de vultur poate crește până la 170 g pe zi, cea mai rapidă rată de creștere a oricărei păsări din America de Nord. Puii de vultur ridică și manipulează bețe, se joacă între ei, exersează să țină lucruri în gheare și își întind și bat din aripi. La opt săptămâni, sunt suficient de puternici pentru a bate din aripi, pentru a-și ridica picioarele de pe platforma cuibului și pentru a se ridica în aer. Puii de vultur zboară la vârsta cuprinsă între 8 și 14 săptămâni, însă rămân aproape de cuib și sunt îngrijiți de părinți timp de încă 6 săptămâni. În următorii patru ani, vulturii imaturi rătăcesc în căutare de hrană până când ajung la penajul de adult și sunt eligibili pentru reproducere.
Vulturii masculi au fost observați ucigându-și și canibalizându-și puii. În 2024, la Centrul Național de Formare pentru Conservare din Virginia de Vest, camera Eagle Cam a NCTC a înregistrat doi pui de vultur pleșuv atacați și devorați de tatăl lor imediat ce mama a plecat din cuib. NCTC a menționat în declarația sa privind incidentul că un astfel de comportament „a fost observat în alte cuiburi și nu este neobișnuit la păsările de pradă”.
În rare ocazii, s-a constatat că vulturii pleșuvi adoptă alți pui de păsări răpitoare în cuiburile lor, așa cum s-a întâmplat în 2017 cu o pereche de vulturi din Sanctuarul de păsări migratoare Shoal Harbor de lângă Sidney, British Columbia. Se crede că perechea de vulturi în cauză a transportat un pui de șorecar cu coada roșie înapoi la cuibul lor, probabil ca pradă, după care puiul a fost acceptat în familie atât de părinți, cât și de cei trei pui ai vulturilor. Șorecarul, poreclit "Spunky" de biologii care monitorizau cuibul, a crescut și a zburat cu succes.

## Longevitatea și mortalitatea

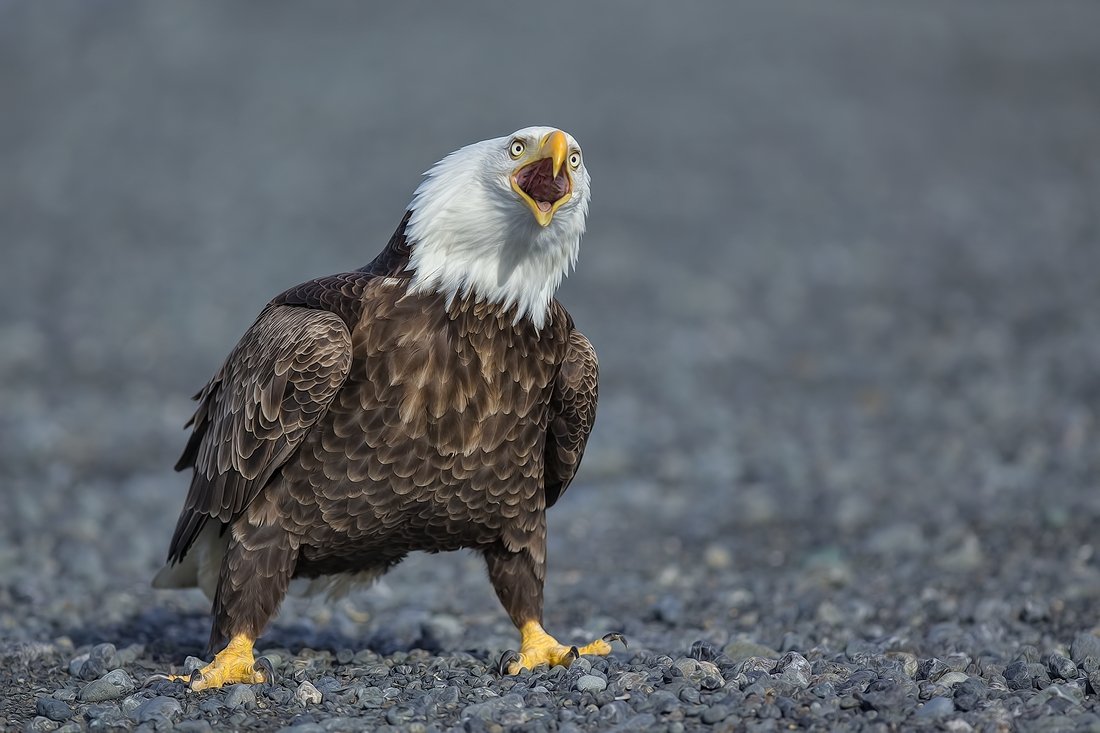
Exemplar adult în Alaska, Statele Unite

Durata medie de viață a vulturilor pleșuvi în sălbăticie este de aproximativ 20 de ani, cel mai bătrân exemplar confirmat având vârsta de 38 de ani. În captivitate, aceștia trăiesc adesea ceva mai mult. Într-un caz, un exemplar captiv din New York a trăit aproape 50 de ani. Ca și în cazul mărimii, durata medie de viață a unei populații de vulturi pare să fie influențată de locația acesteia și de accesul la pradă. Deoarece nu mai sunt persecutați în mod intens, mortalitatea adulților este destul de scăzută. Într-un studiu privind vulturii din Florida, se pare că vulturii pleșuvi adulți au avut o rată de supraviețuire anuală de 100%. În Prince William Sound din Alaska, adulții au avut o rată anuală de supraviețuire de 88% chiar și după ce deversarea de petrol Exxon Valdez a afectat negativ vulturii din zonă. Din 1.428 de exemplare din întreaga arie de răspândire necropsiate de National Wildlife Health Center între 1963 și 1984, 329 (23%) de vulturi au murit din cauza traumelor, în principal din cauza impactului cu cabluri și vehicule; 309 (22%) au murit din cauza împușcăturilor; 158 (11%) au murit otrăviți; 130 (9%) au murit electrocutați; 68 (5%) au murit prinși în capcane; 110 (8%) din cauza emacierii; și 31 (2%) din cauza bolilor; cauza morții a fost nedeterminată în 293 (20%) din cazuri. În acest studiu, 68% din mortalitate a fost cauzată de om. În prezent, se crede că împușcarea vulturilor este considerabil redusă datorită statutului protejat al speciei. Un studiu al U.S. Fish and Wildlife Service din SUA privind 1.490 de decese ale vulturilor pleșuvi din 1986 până în 2017 în Michigan a constatat că 532 (36%) au murit ca urmare a faptului că au fost loviți de mașini în timp ce căutau animale moarte pe șosea și 176 (12%) au murit ca urmare a otrăvirii cu plumb prin ingestia de fragmente de muniție și unelte de pescuit din plumb prezente în cadavre, proporția ambelor cauze de deces crescând semnificativ spre sfârșitul perioadei de studiu.
Cea mai mare parte a mortalității din cauze non-umane implică puii sau ouăle. Aproximativ 50% dintre vulturi supraviețuiesc în primul an. Mortalitatea puilor sau a ouălor poate fi cauzată de prăbușirea cuibului, înfometării, agresiunii între frați sau intemperiilor. O altă cauză semnificativă a mortalității ouălor și a puilor este prădarea. Printre prădătorii cuiburilor se numără pescărușii mari, corvidele (inclusiv corbii, ciorile și coțofenele), glutonii (Gulo gulo), Pekania pennanti, șorecarul cu coada roșie, bufnițele, alți vulturi, râsul roșu, ursul negru american (Ursus americanus) și ratonii.
În cazul în care accesul la hrană este redus, prezența părinților la cuib poate fi mai scăzută, deoarece ambii părinți trebuie să caute hrană, ceea ce duce la o protecție mai redusă. Puii sunt, de obicei, scutiți de prădarea de către carnivorele terestre care nu sunt bune cățărătoare de copaci, dar vulpile arctice (Vulpes lagopus) au răpit ocazional puii din cuiburile de la sol de pe insula Amchitka din Alaska. Vulturul cu cap alb își apără cu înverșunare cuibul de oricine vine și a respins chiar și atacurile urșilor, fiind înregistrat că a doborât un urs negru dintr-un copac atunci când acesta din urmă a încercat să urce într-un copac în care se aflau puii.

## Relația cu oamenii

### Declinul și refacerea populației

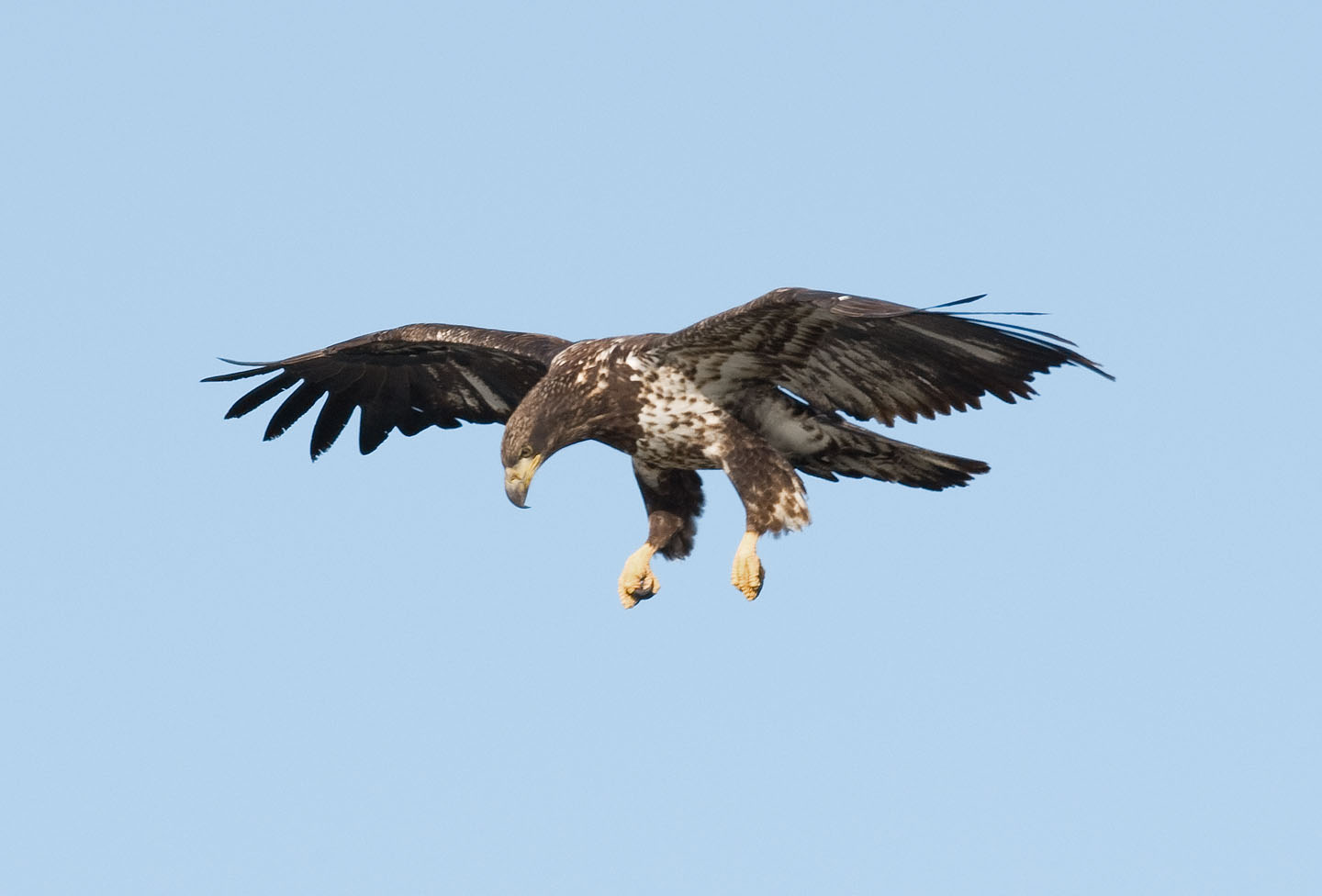
Exemplar tânăr de vultur cu cap alb.

Vulturul pleșuv, odinioară o prezență obișnuită în cea mai mare parte a continentului, a fost grav afectat la mijlocul secolului al XX-lea de o serie de factori, printre care subțierea cojilor de ouă atribuită utilizării pesticidului DDT. DDT-ul în sine nu a fost letal pentru păsările adulte, dar a interferat cu metabolismul calciului, făcându-le fie sterile, fie incapabile să depună ouă sănătoase; multe dintre ouăle lor erau prea fragile pentru a rezista greutății unui adult care clocește, făcând aproape imposibilă eclozarea lor.
Se estimează că, la începutul secolului al XVIII-lea, populația de vulturi pleșuvi era de 300.000-500.000 de exemplare, însă în anii 1950 mai existau doar 412 perechi cuibăritoare în cele 48 de state ale SUA.. Alți factori care au contribuit la reducerea populației de vulturi pleșuvi au fost o pierdere generalizată a habitatului adecvat, precum și împușcarea legală și ilegală. În 1930, un ornitolog din New York scria că pe teritoriul Alaskăi fuseseră împușcați în ultimii 12 ani aproximativ 70.000 de vulturi pleșuvi. Mulți dintre vânători au ucis vulturii pleșuvi pe baza convingerii conform căreia vulturii pleșuvi apucau cu ghearele miei tineri și chiar copii, deși păsările erau nevinovate de cele mai multe dintre aceste presupuse acte de prădare (prădarea mieilor este rară, iar prădarea oamenilor este considerată a fi inexistentă). Împușcarea ilegală a fost descrisă ca fiind „principala cauză a mortalității directe atât la vulturii pleșuvi adulți, cât și la cei imaturi” de către U.S. Fish and Wildlife Service în 1978. Principalele cauze ale decesului vulturilor pleșuvi includ poluarea cu plumb, otrăvirea, coliziunea cu autovehicule și electrocutarea prin linii electrice. Un studiu publicat în 2022 în revista Science a constatat că mai mult de jumătate dintre acvilele adulte din 38 de state americane sufereau de otrăvire cu plumb.

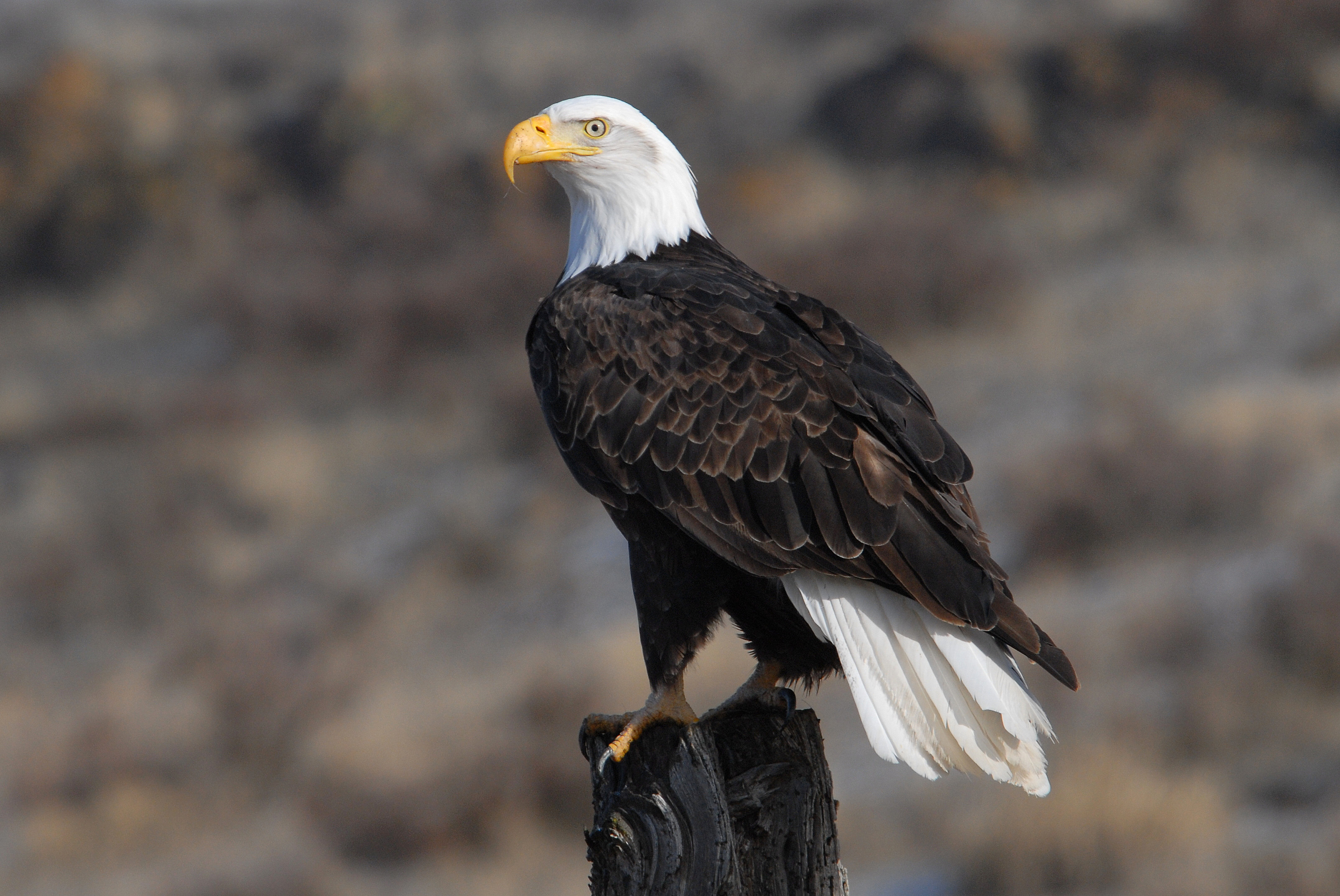
În prezent, IUCN clasifică vulturul cu cap alb la categoria „cu probabilitate mică de dispariție”

Specia a fost protejată pentru prima dată în Statele Unite și Canada prin Tratatul privind păsările migratoare din 1918, extins ulterior la întreaga Americă de Nord. Legea privind protecția vulturului pleșuv și a acvilei de munte, aprobată de Congresul SUA în 1940, a protejat păsările interzicând prinderea și uciderea în scopuri comerciale a acestora. Vulturul pleșuv a fost declarat specie pe cale de dispariție în SUA în 1967, iar amendamentele aduse legii din 1940 între 1962 și 1972 au restricționat și mai mult utilizările comerciale și au mărit pedepsele pentru contravenienți. Poate cel mai important lucru pentru recuperarea speciei, în 1972, utilizarea DDT a fost interzisă în Statele Unite din cauza faptului că inhiba reproducerea multor păsări. DDT-ul a fost complet interzis în Canada în 1989, deși utilizarea sa fusese foarte restricționată de la sfârșitul anilor 1970.
Odată cu intrarea în vigoare a reglementărilor și interzicerea DDT, populația de vulturi și-a revenit. Vulturul pleșuv poate fi găsit în concentrații tot mai mari în Statele Unite și Canada, în special în apropierea corpurilor mari de apă. La începutul anilor 1980, populația totală estimată era de 100.000 de indivizi, cu 110.000-115.000 în 1992; statul american cu cea mai mare populație rezidentă este Alaska, cu aproximativ 40.000-50.000 de exemplare, următoarea populație fiind provincia canadiană Columbia Britanică, cu 20.000-30.000 de exemplare în 1992. Obținerea unei numărători precise a populației este extrem de dificilă. Cele mai recente date transmise de statele individuale au fost în 2006, când au fost raportate 9.789 de perechi reproducătoare. În prezent, statul contiguu cu cel mai mare număr de perechi de vulturi care se reproduc este Minnesota, cu aproximativ 1.312 perechi, depășind cea mai recentă numărătoare din Florida, de 1.166 de perechi.
Vulturul pleșuv a fost scos oficial de pe lista de specii pe cale de dispariție a guvernului federal al SUA la 12 iulie 1995, de către U.S. Fish & Wildlife Service, când a fost reclasificat de la „pe cale de dispariție” la „amenințat”. La 6 iulie 1999, a fost inițiată o propunere de „eliminare a vulturului pleșuv din cele 48 de state inferioare de pe lista speciilor sălbatice pe cale de dispariție și amenințate”. Acesta a fost scos de pe listă la 28 iunie 2007. De asemenea, i s-a atribuit un nivel de risc de categoria „cu probabilitate mică de dispariție” pe Lista Roșie a IUCN. În timpul deversării de petrol Exxon Valdez din 1989, aproximativ 247 de exemplare au fost ucise în Prince William Sound, deși populația locală a revenit la nivelul de dinainte de deversare până în 1995. În unele zone, creșterea numărului de vulturi a dus la scăderea altor populații de păsări, iar vulturii pot fi considerați un dăunător.